# Cissusa remigipila
Cissusa remigipila är en fjärilsart som beskrevs av Achille Guenée 1852. Cissusa remigipila ingår i släktet Cissusa och familjen nattflyn. Inga underarter finns listade i Catalogue of Life.